# Willi Forst-Film
Willi Forst-Film-Produktion, Wien hieß die österreichische Filmproduktionsgesellschaft des Schauspielers und Regisseurs Willi Forst. Die deutsche Zweitniederlassung in Berlin trug den Namen „Deutsche Forst-Film-Produktion GmbH“.

## Geschichte
Nachdem Willi Forst für die Cine-Allianz und die britische Gaumont 1934 die Schubert-Biografie Unfinished Symphony produziert hatte, gründete er in Wien eine eigene Firma, deren erste Produktion der Film Burgtheater (1936) war. 1937 ging Forst nach Berlin, wo er in den Aufsichtsrat der gleichgeschalteten Tobis berufen wurde und eine weitere Niederlassung gründete. 
Nach der Gründung der aus der Wiener Tobis-Sascha hervorgegangenen Wien-Film, bei welcher Forst ebenfalls im Aufsichtsrat saß, wurde die Forst-Film als Sub-Produzent vertraglich an diese gebunden. Sie sollte bis 1945 einige der populärsten deutschen Kinofilme produzieren. Forsts wichtigster Mitarbeiter war in dieser Zeit bis Kriegsende sein Filmproduktionsleiter Hans Somborn. 
Während die Deutsche Forst-Film nach dem Ende des Zweiten Weltkrieges aufgelöst wurde, bestand die Wiener Firma noch bis 1953 fort und vollendete unter anderem den während des Krieges nicht fertig gewordenen Film Wiener Mädeln. 
Sitz der Willi Forst-Film Produktion war der legendäre Philipphof hinter der Wiener Staatsoper, der nach einem Bombentreffer im Jahre 1945 nicht wieder aufgebaut wurde.

## Filmografie

### Willi Forst-Film (Wien)
- Burgtheater (Willi Forst, Österreich 1936), mit Werner Krauß, Olga Tschechowa, Hans Moser und Hortense Raky
- Ich bin Sebastian Ott (Willi Forst, Viktor Becker, Deutschland 1939), mit Willi Forst und Trude Marlen
- Operette (Willi Forst, Deutschland 1940), mit Willi Forst und Maria Holst
- Wiener Blut (1942) (Willi Forst, Deutschland), mit Willy Fritsch, Maria Holst, Theo Lingen und Hans Moser
- Frauen sind keine Engel (Willi Forst, Deutschland 1942/43), mit Axel von Ambesser und Marte Harell
- Der Hofrat Geiger (Hans Wolff, Österreich 1947)
- Die Frau am Weg (Eduard von Borsody, Österreich 1948)
- Das Kuckucksei (Walter Firner, Österreich 1948)
- Wiener Mädeln (Willi Forst, Überläufer, Fertigstellung: Österreich 1949), mit Dora Komar, Judith Holzmeister, Willi Forst, Hans Moser und Curd Jürgens

### Deutsche Forst-Film (Berlin)
- Capriolen (Gustaf Gründgens, Deutschland 1937), mit Gustaf Gründgens und Marianne Hoppe
- Serenade (Willi Forst, Deutschland 1937), mit Albert Matterstock und Hilde Krahl
- Bel Ami (1939) (Willi Forst, Deutschland 1938/39), mit Willi Forst, Olga Tschechowa, Lizzi Waldmüller, Ilse Werner und dem berühmten gleichnamigen Schlager von Theo Mackeben als Filmmusik.
- Hundstage (Géza von Cziffra, Deutschland 1943/44) mit Sonja Ziemann und Wolf Albach-Retty